# Antoni Niemczak
Antoni Niemczak (ur. 17 listopada 1955 w Pruchniku) – polski maratończyk.

## Osiągnięcia
Zawodnik Śląska Wrocław jego trenerem był wówczas Jan Fus. Dwukrotnie poprawiał najlepszy wynik Polski w maratonie (do 2.09:41 w 1990 w słynnym maratonie chicagowskim, gdzie zajął 2. miejsce). Nazywano go Mister Second Place, gdyż wiele z silnie obsadzonych biegów kończył na drugiej pozycji. Tak było też w maratonie w Nowym Jorku w 1986, wtedy jednak, po pozytywnym wyniku kontroli antydopingowej (wykryto steryd anaboliczny Nandrolon) Niemczak został zdyskwalifikowany na 2 lata. Mistrz Polski w maratonie (1986), półmaratonie (1982), biegach na 5000 (1984) i 10000 m (1984–1985) oraz w biegu przełajowym (1985). Zwycięzca maratonu w Wiedniu (1984) i San Francisco (1990). Sklasyfikowany na 8. miejscu w rankingu Track and Field News za 1990.

## Rekordy życiowe
- Bieg na 10 000 metrów – 28:21,4 s. (23 kwietnia 1989, Walnut) – 6. wynik w historii polskiej lekkoatletyki[2]
- Bieg maratoński – 2.09:41 s. (28 października 1990, Chicago) – 3. wynik w historii polskiej lekkoatletyki[2]